# Stoep (folklore)
De Stoep is een kwelgeest uit Gelderse overleveringen. Hij zou op de rug van eenzame mensen springen, om zichzelf vervolgens loodzwaar te maken, maar verdwijnt zodra de wandelaar huizen bereikt. De geplaagde is dan alleen wel doodop.
Stoep is verwant aan de Ossaert, Blauwe Gerrit, Lange Wapper en Kludde.